# Annellodentimyces antennatuloideus
Annellodentimyces antennatuloideus är en svampart som beskrevs av Matsush. 1985. Annellodentimyces antennatuloideus ingår i släktet Annellodentimyces, divisionen sporsäcksvampar och riket svampar.   Inga underarter finns listade i Catalogue of Life.